# Mordellistena cattleyana
Mordellistena cattleyana là một loài bọ cánh cứng trong họ Mordellidae. Loài này được Champion mô tả khoa học năm 1913.